# 荒木哲郎
荒木哲郎（日语：／ Araki Tetsurō，1976年11月5日—），日本動畫師、演出家、動畫導演。出身於埼玉縣狹山市。曾用“望月三郎”名義參加演出和原畫工作。B型血。妻子肥田文從事動畫剪輯師。代表作是擔任導演的《童話槍手小紅帽》、《死亡筆記本》、《黑塚 -KUROZUKA-》、《學園默示錄 HIGHSCHOOL OF THE DEAD》、《罪惡王冠》、《進擊的巨人》及《甲鐵城的卡巴內里》。

## 簡介
西武學園文理高校、專修大學文學部人文學科畢業之後，立即加入動畫公司MADHOUSE，從製作進行的職位做起。2年之後很快的以演出家出道。擔任導演的第一部作品是2005年推出的OVA版動畫《童話槍手小紅帽》。
2013年10月，荒木獲得《Newtype×Machi★Asobi Anime Award 2013》導演獎，次年2014年也獲得《東京動畫祭 2014》該年度動畫部門導演獎。

## 人物
《銀河天使》擔任演出時期，據說他曾經整個人從內到外“失控”。
原因是因為荒木對這部動畫作品本身的一個寬容，所以任何戲仿幾乎都會經過批准。並且放任荒木讓他去表現，而產生出所謂這種獨特荒謬的“荒木式演出法”，也讓第2期開始加入《銀河天使》負責演出的高柳滋仁對之後作品的走向受到荒木的影響相當大。
荒木有演出家頭銜，卻也具有出色的插圖天賦，因此也曾經為銀河天使的角色設計出Q版的造型，包括為相關書籍內的工作人員畫似顏繪和和小說版的插圖（通常來說是為第4期的作出貢獻）。
私生活方面，已婚，妻子肥田文是GONZO所屬的工作人員。並協助丈夫《銀河天使》的編輯。
除了參加動畫製作的工作外，以前有參加曾經是MADHOUSE的同事平尾隆之所執導作品的原畫工作。2人一起也在月刊動畫雜誌《Animage》的專欄發表。

## 作品列表

### 電視動畫
1999年
- 十兵衛 心形眼罩的秘密（製作進行）

2001年
- 銀河天使 (第1期)（分鏡、演出）

2002年
- 鈴鐺貓娘Panyo Panyo（分鏡、演出）
- 銀河天使 (第2期)（分鏡、演出）
- 銀河天使 (第3期)（分鏡、演出）

2003年
- 鈴鐺貓娘Nyo（分鏡、演出）
- 銃墓（－2004年，分鏡、演出）

2004年
- 銀河天使 (第4期)（分鏡、演出）

2005年
- 雙戀 Alternative（分鏡）※望月三郎名義。

2006年
- BLACK LAGOON（分鏡、演出）
- 雙面騎士 ～Le Chevalier D'Eon～（分鏡）※望月三郎名義。
- 死亡筆記（－2007年，導演、分鏡、演出、編劇、OP分鏡）

2007年
- 校園烏托邦 學美向前衝！（原畫）※望月三郎名義。

2008年
- 逆境無賴開司（分鏡）
- 黑塚 -KUROZUKA-（導演、分鏡、演出）
- 道子與哈金（－2009年，分鏡、演出）※望月三郎名義。

2009年
- 青色文學系列「盛開的櫻花林下」（導演、分鏡、演出）
- 科學超電磁砲（－2010年，原畫）※望月三郎名義。

2010年
- 學園默示錄 HIGHSCHOOL OF THE DEAD（導演、分鏡、演出、OP分鏡&演出）[7]

2011年
- 刀鋒戰士 (2011年動畫)（分鏡）
- 罪惡王冠（導演、分鏡、演出、OP分鏡&演出）

2012年
- 刀劍神域（分鏡）

2013年
- 進擊的巨人（導演、分鏡[注 3]、演出[注 4]、OP分鏡）

2014年
- 鋼彈G之復國運動（分鏡、演出）

2016年
- 甲鐵城的卡巴內里（導演[10]、分鏡[10]、演出、OP導演、分鏡）

2017年
- 進擊的巨人 Season 2（總導演、演出[注 5]、OP分鏡、ED演出）

2018年
- 進擊的巨人 Season 3（總導演、演出[注 6]）

2020年
- 富豪刑事 Balance:UNLIMITED（分鏡）

2022年
- SPY×FAMILY間諜家家酒（下半季OP繪畫、分鏡）

2024年
- 我內心的糟糕念頭 第二季（OP分鏡、演出[14]）

### OVA
2000年
- 真棒啊、小櫻！知世的小櫻活躍錄像日記！（分鏡、演出）
- 真棒啊、小櫻！知世的小櫻活躍錄像日記SPECIAL！（分鏡、演出）

2005年
- 童話槍手小紅帽（導演）

### 電影動畫
2000年
- 劇場版 庫洛魔法使：被封印的卡片（製作進行）

2006年
- 穿越時空的少女（吉祥物設定）

2011年
- 櫻花的溫度（日语：桜の温度）（原畫）

2012年
- 被狙擊的學園（演出）

2014年
- 劇場版 進擊的巨人 前篇 ～紅蓮的弓矢～（導演）

2015年
- 劇場版 進擊的巨人 後篇 ～自由之翼～（導演）

2016年
- 甲鐵城的卡巴內里 總集篇 前篇 聚集的光芒（導演）

2017年
- 甲鐵城的卡巴內里 總集篇 後篇 燃燒的生命（導演）

2019年
- 甲鐵城的卡巴內里 海門決戰（導演、編劇）

2022年
- 泡泡（導演）[15]

### 遊戲
2010年
- 噬神者 動畫PV（原畫）※望月三郎名義。

## 出版物

### 雜誌連載
- 荒木哲郎×平尾隆之（2014年－連載中 ，德間書店《Animage》）

## 資料來源
1. ↑  . Comic Natalie. Natasha. 2016-12-22  [2022-01-19]. （原始内容存档于2022-01-19） （日语）.
2. ↑  . 電影『追逐繁星的孩子』公式官網.   [2022-01-20]. （原始内容存档于2018-10-04） （日语）.
3. ↑  . MADHOUSE.   [2022-03-12]. （原始内容存档于2014-07-01） （日语）.
4. ↑  ，第84、105頁，2002年，德間書店。
5. ↑  . 近藤光的Twitter. 2014-11-10  [2019-08-24]. （原始内容存档于2022-06-09） （日语）.
6. ↑  . Anime Hack.   [2020-09-19]. （原始内容存档于2021-02-28） （日语）.
7. 1 2  . 電視動畫「進擊的巨人」公式官網.   [2022-03-19]. （原始内容存档于2022-05-07） （日语）.
8. 1 2  . 電視動畫「進擊的巨人」公式官網.   [2022-03-19]. （原始内容存档于2022-04-23） （日语）.
9. 1 2  . animate Times. 2016-12-31  [2022-03-19]. （原始内容存档于2022-03-19） （日语）.
10. ↑  . 電視動畫「進擊的巨人 Season 2」公式官網.   [2022-03-19]. （原始内容存档于2021-02-27） （日语）.
11. ↑  . 電視動畫「進擊的巨人 Season 3」公式官網.   [2022-03-19]. （原始内容存档于2021-02-27） （日语）.
12. ↑  . 電視動畫「進擊的巨人 Season 3」公式官網.   [2022-03-19]. （原始内容存档于2021-02-27） （日语）.
13. ↑  「僕の心のヤバイやつ」TVアニメ公式. . x.   [2024-01-07]. （原始内容存档于2024-01-07）.
14. ↑  . animate Times. 2022-03-14  [2022-03-19]. （原始内容存档于2022-06-13） （日语）.

## 相關項目
- 日本動畫師列表
- MADHOUSE

## 外部連結
- 荒木哲郎的X（前Twitter） （日語）